# Braunvieh
La Braunvieh ( de: "mucca bruna"), "Bruna alpina vecchio ceppo" in italiano, è una razza bovina antica a triplice attitudine (latte, carne e forza lavoro) originaria della Svizzera e diffusasi con varie sotto-razze in tutto l'arco alpino. Oggi è prevalentemente allevata per il latte.
Dalla Braunvieh sono state selezionate la Bruna alpina, la Brown Swiss, ecc.

## Storia
La Braunvieh deriva dalle vacche grigio-marroni allevato sin dal Medioevo nel Canton Svitto (Svizzera centrale). Documenti della fine del XIV secolo nel monastero di Einsiedeln documentano l'esportazione di questi bovini nel Vorarlberg, ora parte dell'Austria. Il primo libro genealogico noto per una razza bovina è appunto quello della Braunvieh conservato nel monastero dal 1775 al 1782. Una descrizione del 1795 del bestiame di Schwyzer lo definisce il più grande e fine del paese.
Le Braunvieh furono esibite all'Esposizione universale dei prodotti dell'agricoltura, dell'industria e delle belle arti di Parigi (1855) e alla Grande esposizione di Londra (1862).
Le vacche di Svitto e altre due razze di bovini bruni alpini furono riconosciute nel 1875 e nel 1879 furono riunite in un unico libro genealogico con il nome di Schweizerische Braunvieh. Nel 1897 fu fondata l'associazione di allevatori Verbands Schweizerischer Braunviehzucht-Genossenschaften a Bünzen, nel Canton Argovia.
Tra il 1967 e il 1998 vi fu una sostanziale riproduzione incrociata della Braunvieh con la Brown Swiss con l'obiettivo di migliorare la resa del latte, le dimensioni fisiche e la conformazione della mammella. In Germania quello che era iniziato come un programma di miglioramento divenne in effetti un programma di sostituzione e nel 1994 il contributo genetico della Brown Swiss alla Braunvieh aveva raggiunto il 60%.

### LaBraunviehoriginale
In Svizzera, alcuni allevatori avevano continuato ad allevare il tradizionale tipo di Braunvieh a duplice attitudine. Questa selezione fu formalizzata come Schweizer Original Braunvieh nel 1993 e registrata nello stesso libro genealogico della Braunvieh moderna pur con diversi obiettivi di riproduzione. Gli sforzi per preservare la Braunvieh originale erano iniziati in Germania nel 1988 con la fondazione del Arbeitsgemeinschaft zur Erhaltung und Züchtung des Original Braunviehs im Allgäu. In Italia è nota come "Bruna italiana vecchio ceppo".

## Morfologia
La Braunvieh ha mantello uniforme marrone o grigio-marrone. Il naso è nero e circondato da un anello pallido. Le corna sono pallide con punte scure. Le mucche hanno peso di 550–750 kg e altezza di 138-152 cm; i tori pesano 1000-1300 kg.

## Utilizzo
La Braunvieh è una razza da latte. A seconda dell'ubicazione, la produzione di latte varia tra 7.200 (regioni montane) e 12.000 litri l'anno.

## Sottospecie
Dalla Braunvieh derivano diverse razze bovine montane d'Austria, Germania, Italia e Spagna nonché nella Brown Swiss statunitense.

### Austria
La Montafon del Vorarlberg meridionale deriva dalle Braunvieh svizzere. Ha peso medio, mantello marrone con una striscia dorsale pallida, e corporatura muscolosa. Le mucche pesano 500-600 kg e i tori 750-1000 kg. Era molto diffusa nel XIX secolo ma divenne sempre più simile alla Braunvieh causa l'allevamento incrociato con la Brown Swiss.

### Italia
La Bruna alpina o Bruna italiana deriva dalle Braunvieh importate dalla Svizzera centrale nel XVI secolo nelle valli alpine di Lombardia e Veneto passando poi in pianura, dove soppiantarono rapidamente le razze locali a mantello rosso, e diffondendosi in tutta la penisola sino alla Calabria. Nel 1950, la Bruna era ancora la principale razza da latte d'Italia, prima d'essere soppiantata dalla Frisona italiana, selezionata dalla Frisona. In Sardegna, i tori di Bruna venivano utilizzati per coprire le mucche locali, portando alla creazione della "Bruna sarda" particolarmente rustica e redditizia.

### USA
Dalle Braunvieh esportate negli Stati Uniti a partire dagli anni 1870 fu selezionata per la produzione massiva di latte la Brown Swiss la cui distribuzione globale nel corso della seconda metà del XX secolo ha pesantemente annacquato la linea genetica della Braunvieh.